# European Olympiad of Experimental Science
De European Olympiad of Experimental Science (EOES) (voorheen de European Union Science Olympiad of EUSO) is een wetenschapsolympiade voor middelbare scholieren uit heel Europa. Deelnemers aan de EOES mogen pas 17 jaar oud worden tijdens het jaar van de olympiade. De olympiade duurt steeds een week, waarbij de deelnemers zich gedurende twee dagen bezighouden met praktisch wetenschappelijk werk in het laboratorium, zowel in de disciplines natuur- en scheikunde, als in de biologie.

## Selectieproef in Nederland
De EUSO bestaat in Nederland uit 3 rondes: Een voorronde die tegelijkertijd op universiteiten door het land wordt gehouden, een eindronde die twee dagen duurt, jaar om jaar in Nijmegen of Groningen, en de eigenlijke olympiade op één plek in Europa.

## Selectieproef in België

### Selectieproef in Vlaanderen
In België worden Vlaamse kandidaten los van de Franstalige geselecteerd. De Vlaamse selectieproeven bestaan uit twee delen: een theoretisch en een praktisch gedeelte. Tijdens deze proeven worden de kandidaten getoetst op hun kennis en vaardigheden voor biologie, chemie en fysica. De drie leerlingen die het best scoren op beide onderdelen mogen Vlaanderen vertegenwoordigen op de EUSO.
Volgende leerlingen worden uitgenodigd om deel te nemen aan de selectieproef:
- de vijf goudenmedaillewinnaars van de Junior Olympiade Natuurwetenschappen[2][3]
- (vanaf de selectieproef voor EUSO 2017) de tien zilverenmedaillewinnaars van de Junior Olympiade Natuurwetenschappen[2][3]
- de deelnemer aan de finale van de Vlaamse Biologie Olympiade met de hoogste score die voldoet aan de leeftijdsvoorwaarde en op het moment van deelname nog leerling is in het secundair onderwijs[3]
- de deelnemer aan de finale van de  Vlaamse Chemie Olympiade met de hoogste score die voldoet aan de leeftijdsvoorwaarde en op het moment van deelname nog leerling is in het secundair onderwijs[3]
- de deelnemer aan de finale van de  Vlaamse Fysica Olympiade met de hoogste score die voldoet aan de leeftijdsvoorwaarde en op het moment van deelname nog leerling is in het secundair onderwijs[3]

Tot en met de selectieproef voor de EUSO 2016 werden ook deelnemers uitgenodigd op basis van hun prestaties in de Vlaamse Technologie Olympiade.

### Selectieproef in Wallonië
In het Franstalig landsgedeelte gebeurt de selectie vakgebonden. Er zijn aparte proeven voor chemie, fysica en biologie. De selectie van de deelnemers gebeurt op basis van de prestaties van de leerlingen in de Waalse olympiades voor fysica, chemie en biologie.  Het Franstalige team telt, net zoals het Vlaamse, 3 laureaten, maar elke laureaat is "specialist" in zijn discipline (biologie, chemie of fysica).

## Data en locaties van de European Olympiad of Experimental Science[5]
- 2003 :  Dublin (Ierland),
- 2004 :  Groningen (Nederland),
- 2005 :  Galway (Ierland),
- 2006 :  Brussel (België),[6]
- 2007 :  Potsdam (Duitsland)
- 2008 :  Nicosia (Cyprus)
- 2009 :  Murcia (Spanje)
- 2010 :  Göteborg (Zweden)
- 2011 :  Pardubice en Hradec Králové (Tsjechië)[6]
- 2012 :  Vilnius (Litouwen)[6]
- 2013 :  Luxemburg (Luxemburg)[6][7]
- 2014 :  Athene (Griekenland[6][8]
- 2015 :  Klagenfurt (Oostenrijk)[6][9]
- 2016 : Tartu (Estland)
- 2017 : Kopenhagen (Denemarken)
- 2018 : Ljubljana (Slovenië)
- 2019 : Almada (Portugal)
- 2020 : Tsjechië (uitgesteld wegens de coronacrisis)
- 2021 : Szeged (Hongarije)
- 2022: Hradec Králové (Tsjechië)
- 2023: Riga (Letland)
- 2024: Luxemburg (Luxemburg)
- 2025: Zagreb (Kroatië)
- 2026: Lund (Zweden)

De oorspronkelijke initiatiefnemer van de EOES/EUSO is Michael A. Cotter.